# ملخ‌های شاخک‌کوتاه
ملخ‌های شاخک‌کوتاه (نام علمی: Thericleidae) نام یک تیره از بالاخانواده چوب‌کبریتی‌واران است.